# Polarisation (Antennen)
Der Begriff Polarisation kennzeichnet in der Antennentechnik die Richtung der elektrischen Feldkomponente einer elektromagnetischen Welle. Man unterscheidet zwischen der linearen und der zirkularen Polarisation einer Antenne. Bei gestreckten Antennen wie Dipolantennen oder selbststrahlenden Sendemasten stimmt die Polarisationsrichtung mit der Richtung des Strahlers überein. Bei der Ferritstabantenne ist die Polarisationsrichtung senkrecht zur Ausdehnung des Ferritstabs.

## Lineare Polarisation

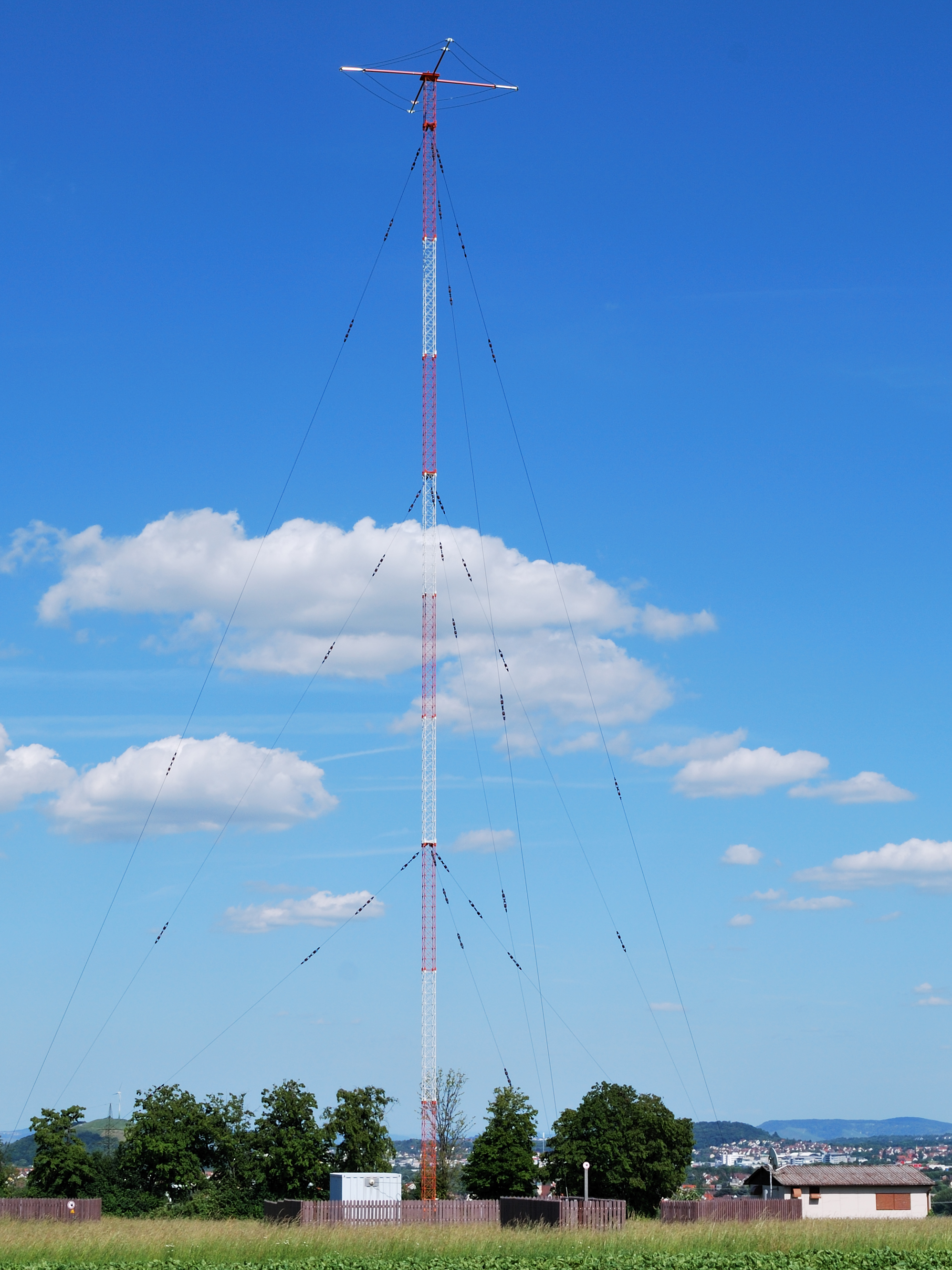
Vertikal polarisierter Sendemast für Mittelwelle

Bei einer linearen Polarisation sind die Richtungen der elektrischen und der magnetischen Feldkomponente zeitlich und räumlich konstant, falls keine Besonderheiten auftreten, welche die Richtung ändern können. Grundsätzlich ändert sich die Polarisation durch Transmission oder Reflexion in Verbindung mit zur Polarisationsebene geneigten Leiterstücken oder auch in der Ionosphäre in Verbindung mit Magnetfeldern. Weitere Beispiele sind Zirkulatoren bzw. der Faraday-Effekt.
Es gibt zwei Hauptformen der Polarisation terrestrischer Rundfunksender:
- die vertikale Polarisation mit senkrecht zur Erdoberfläche verlaufendem elektrischen Feld,
- die horizontale Polarisation mit parallel zur Erdoberfläche verlaufendem elektrischen Feld.

### Vertikale Polarisation
Bei der vertikalen Polarisation verläuft das elektrische Feld senkrecht zur Erdoberfläche.
Bei Rundfunksendern im Mittel- und Langwellenbereich wird vertikale Polarisation verwendet, weil so die Bodenwellen-Versorgung am einfachsten möglich ist und Rundstrahlung erreicht wird. Eine flach strahlende, horizontal polarisierte Antenne müsste dafür in großer Höhe (typisch halbe Wellenlänge, also 100 m oder mehr) zwischen mindestens zwei Masten aufgespannt werden und hätte den Nachteil unerwünschter Richtwirkung. Zudem ist die Streckendämpfung einer vertikal polarisierten Bodenwelle in diesem Frequenzbereich geringer, weil nur wenige vertikale Absorber ausreichender Höhe existieren.

### Horizontale Polarisation

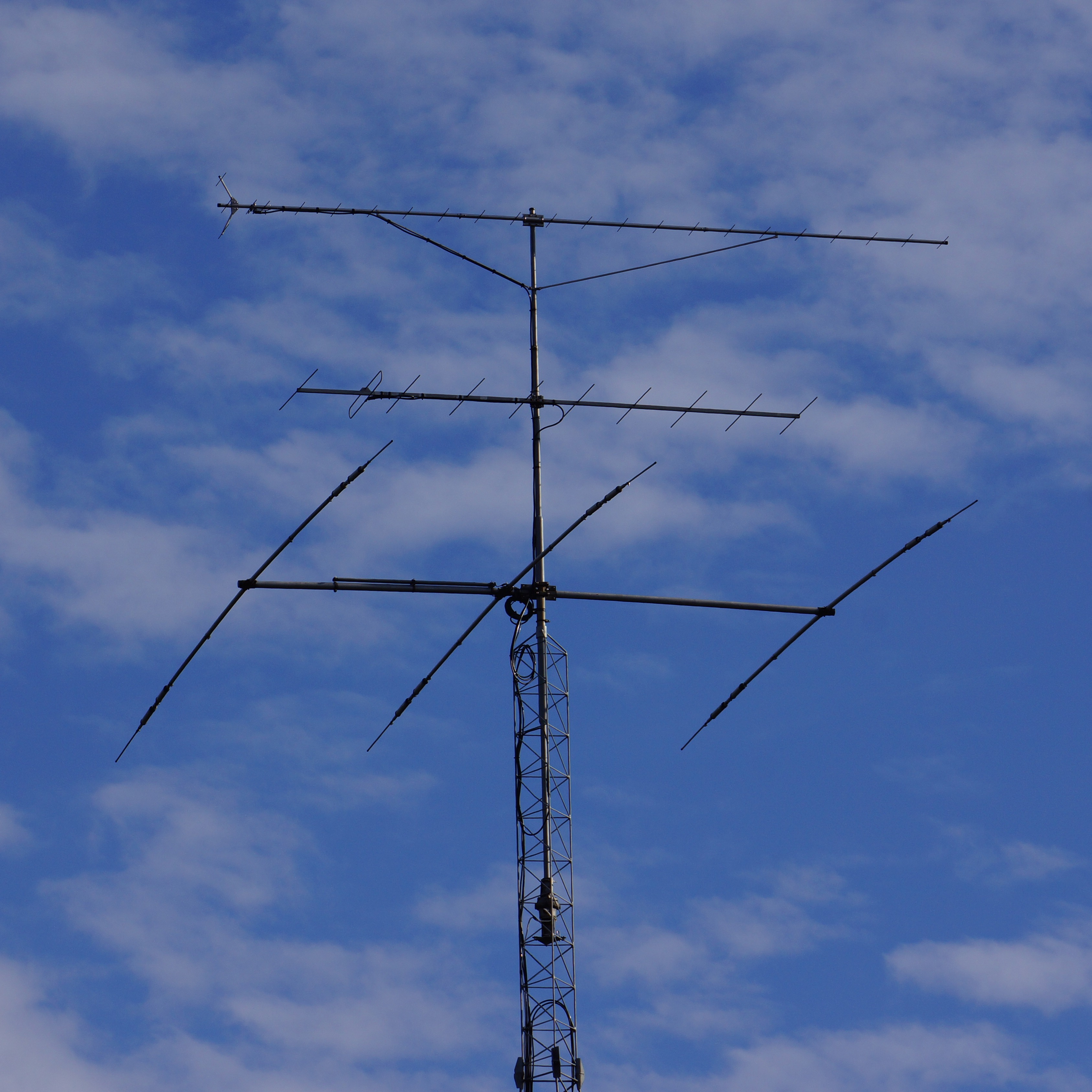
Horizontale Polarisation

Bei der horizontalen Polarisation verläuft das elektrische Feld waagrecht zur Erdoberfläche.
Im UKW-Bereich (Hörfunk, Fernsehen) verwendet man bei analoger Übertragung vorzugsweise horizontale Polarisation, weil hier Streckendämpfung und Laufzeitverzerrung durch Reflexionen und Streuung geringer sind. Ausgenommen davon ist der Mobilfunk, weil horizontal polarisierte Mobilantennen nur schwer zu verwirklichen sind. Beim digitalen Übertragungsverfahren DAB wird vorzugsweise mit vertikaler Polarisation übertragen, da sich Reflexionen und Streuung durch die digitale Signalverarbeitung besser kompensieren lassen. Bei DVB-T lässt sich derzeit kein klarer Vorzug für eine Polarisation erkennen.
Bei geostationären Satelliten wie Astra werden die Sender für benachbarte Kanäle abwechselnd vertikal und horizontal polarisiert, um gegenseitige Beeinflussung in der gemeinsamen Parabolantenne zu minimieren.

### Messung
Die Polarisationsrichtung kann experimentell überprüft werden:
- Bei ausreichend kurzen Wellenlängen verwendet man einen drehbaren Dipol oder einen Drahtgitterpolarisator.
- Bei großen Wellenlängen ist es einfacher, das orthogonale magnetische Wechselfeld mit einer Magnetantenne in Form einer Ferritstabantenne oder Rahmenantenne zu messen.

Die Prüfung erfolgt so, dass man die Orientierung für Auslöschung (Signal null) bestimmt – dann sind die Dipol-Antenne oder die Drähte des Gitters genau quer zur Polarisationsrichtung. Die Magnetantenne zeigt dann genau in Richtung der elektrischen Feldlinien.

## Zirkulare Polarisation

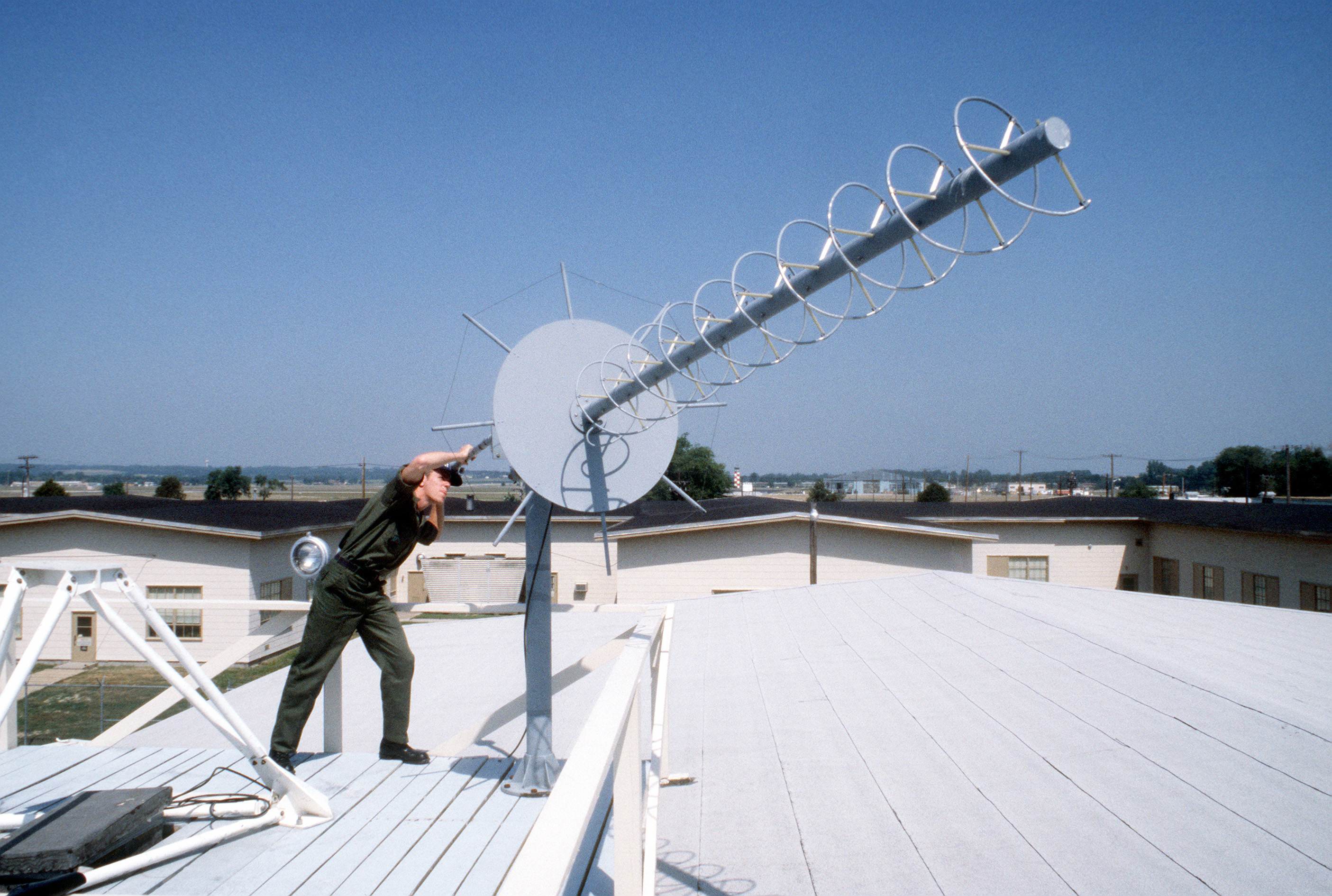
Wendelantenne für zirkulare Polarisation

Entstehung einer recht'sdrehenden Welle aus zwei linear polarisierten Wellen, welche zueinander um 90° phasenverschobenen und in der Ebene um 90° gedreht sind.

Bei der zirkularen Polarisation rotiert der Feldstärkevektor rechts- oder linksdrehend senkrecht zur Ausbreitungsrichtung Z (rechtsdrehende bzw. linksdrehende Zirkularpolarisation). Eine zirkulare Polarisation entsteht z. B. durch zwei um 90° versetzte und um 90° phasenverschoben gespeiste, linear polarisierte Antennen. Sind die Amplituden der beiden linearen Komponenten nicht gleich groß, entsteht eine elliptische Polarisation.
In der Ionosphäre und bei der Reflexion an Gegenständen wird die Drehrichtung häufig umgekehrt, wodurch Dämpfungserscheinungen auftreten können. Sind diese zeitlich variabel, entsteht das sogenannte Polarisationsfading.
Für einen optimalen Empfang müssen die Sende- und die Empfangsantenne die gleiche Polarisationsdrehrichtung haben. Ist dies nicht der Fall, entstehen erhebliche Dämpfungen des Signals, in der Praxis zwischen 20 und 30 dB. Aufgrund dieser Tatsache kann man durch bewusste Änderung der Polarisation sowohl atmosphärische Störungen als auch bestimmte elektronische Störungen unterdrücken. Befindet sich auf einer Seite eine Antenne mit linearer und auf der anderen Seite eine mit zirkularer Polarisation, beträgt der Verlust 3 dB.

### Anwendung der zirkularen Polarisation
- Wenn nicht genau bekannt ist, welche Lage zwei korrespondierende Antennen zueinander haben (zum Beispiel, weil eine Antenne sich irgendwo taumelnd im Raum befindet), dann wird durch die zirkulare Polarisation trotzdem eine stabile Verbindung ermöglicht, da der Achswinkel zwischen Sende- und Empfangsantenne hier keine Bedeutung mehr hat.
- Durch Niederschläge verursachte Störungen eines Aufklärungsradargerätes können durch eine zirkulare Polarisation verringert werden. Indem sich Teile der reflektierten Energie aus verschiedenen Entfernungen überlagern und sich somit teilweise aufheben, wird eine Verringerung des Rückstreuquerschnittes des diffusen Objektes bewirkt, der theoretisch sogar null ist. Bei schlechtem Wetter werden diese Radargeräte also vorzugsweise eine zirkulare Polarisation verwenden.
- Bei Untersuchungen der Ionosphäre mit Hilfe von zirkular polarisierter Kurzwellenstrahlung entscheidet der Drehsinn, ob Wellen zum Erdboden reflektiert oder absorbiert werden sollen, weil das Erdmagnetfeld für eine selektive Absorption sorgt.